# Elektrokémia
Az elektrokémia a kémia, azon belül a fizikai kémia egyik ága. Az elektromos áram hatására bekövetkező kémiai változásokkal, valamint a kémiai energia elektromos energiává alakításának folyamataival, törvényszerűségeivel foglalkozik. Az ilyen folyamatokat, változásokat elektrokémiai folyamatoknak nevezik. Ezek mind redoxireakciók, ugyanis az elemek oxidációs foka megváltozik. Az elektrokémiai folyamatok során az elektromos energia és a kémiai energia egymásba való átalakulása figyelhető meg. 

## Jelentősége
Az elektrokémia a 19. század végén vált igazán nagy gyakorlati jelentőségűvé. Számos területen (közlekedés, hírközlés, űrhajózás) alkalmaznak elektrokémiai folyamatok segítségével nyert elektromos energiát. Számos anyagot állítanak elő elektromos energia felhasználásával. Elméleti magyarázatot ad a fémek korróziójára, és lehetővé teszi a védekezést ez ellen.